# Hippothyris emplastra
Hippothyris emplastra är en mossdjursart som beskrevs av Osburn 1952. Hippothyris emplastra ingår i släktet Hippothyris och familjen Bitectiporidae. Inga underarter finns listade i Catalogue of Life.